# Werra
Werra er en flod i Tyskland en af Wesers kildefloder. Werra er 292 km lang og har et afvandingsområde på 5.496 km2. Floden har sine kilder i Thüringen dels i nærheden af Eisfeld, dels ved Fehrenbach cirka 10 kilometer længere nord på. Der, hvor Werra flyder sammen med Fulda ved Hannoversch Münden, begynder floden Weser.
Byer beliggende ved Werra omfatter Hildburghausen, Meiningen, Wasungen, Heringen, Wanfried, Eschwege, Bad Sooden-Allendorf, Witzenhausen og Hannoversch Münden.
Werra har på sin højre side bifloderne Schleuse, Hasel og Hörsel samt på venstre side Ulster, Felda og Wehre. 
50°29′59″N 10°57′53″Ø / 50.4997°N 10.96478°Ø